# Lamprosema chromalis
Lamprosema chromalis là một loài bướm đêm trong họ Crambidae.